# Cinglo de les Solanes
El Cinglo de les Solanes és una cinglera del terme municipal de Gavet de la Conca, del Pallars Jussà, dins de l'antic terme de Sant Serni.
Està situat al sud-est del poble de Sant Serni, en el vessant sud-est del Serrat de Guamis, a la dreta del barranc del Vedat.